# Di-isopropyladipaat
Di-isopropyladipaat is de ester van isopropylalcohol en adipinezuur. Het is een heldere, niet-olieachtige vloeistof met een lichte estergeur.
Deze stof wordt aan vele cosmeticaproducten toegevoegd in verschillende functies. Het werkt als een glijmiddel op de huid en maakt de huid zacht en glad. Daartoe wordt het gebruikt in onder meer badolie, pre- en aftershave lotions, lippenstift, huidverfrissers, huidreinigingsproducten en andere huidverzorgingsproducten. Het wordt ook gebruikt als weekmaker in nagellak, haarlak en andere producten. Het kan ook gebruikt worden als oplosmiddel voor andere stoffen in cosmetica, bijvoorbeeld van organische UV-filters in zonnebrandcrèmes.